# Edith Bliss
Edith Bliss (* 18. September 1959 in Brisbane als Eda Bliss; † 3. Mai 2012) war eine australische Sängerin und Moderatorin.

## Leben
Bliss studierte an der University of Queensland, bevor sie im Jahr 1979 nach Sydney zog. Sie arbeitete als Schuhverkäuferin. Nach einem Casting erhielt sie unter der Leitung von Chris Gilbey im selben Jahr einen Vertrag bei Northern Publishing und nahm mehrere Singles auf. Ihre erste, 1979 beim „GO“ Plattenlabel der Grundy Organisation erschienene, Hitsingle If It’s Love You Want, wurde von Allan Caswell und Brian Caswell geschrieben, die sich in den australischen Top 20 platzierte und auf dem Sampler Australian Pop of the 80s Volume 3: What’s my scene vertreten ist. Sie veröffentlichte daraufhin zwei weitere Singles, Heart of Stone, das sich auf 1980 Platz 86 der australischen Charts platzierte, und Two Single Beds (EMI), bevor 1980 ihr Debütalbum Sheer Bliss herauskam.
1980 wurde sie von EMI als Nachwuchskünstlerin promoted. 1980 begann ihre Fernsehkarriere beim australische Fernsehen mit der Rolle der Reporterin in der Kinderfernsehserie Simon Townsend’s Wonder World, und war eine der beliebtesten Moderatorinnen. 1984 berichteten Bliss und ein anderer Reporter, Phillip Tanner, aus Rom für die Sendung Simon Townsend’s Wonder World.
Bliss heiratete später den damaligen Tonmischer von Simon Townsend’s Wonder World, Mark Tanner, und hatte mit ihm vier Kinder.

## Diskografie
Album
- 1980: Sheer Bliss

Singles
- 1979: If It’s Love You Want
- 1980: Two Single Beds
- 1980: Heart of Stone

## Fernsehen
- 1980: Simon Townend’s WonderWorld, Moderatorin (Network Ten)
- 1980: What a Year (Fernsehdokumentation) (Nine Network)
- 1996: Where Are They Now (Reunion of Simon Townend’s Wonder World)[15] (Seven Network)
- 2006: Wheel of Fortune (Kandidatin, als Edith Tanner) (Seven Network)